# Liste de peintures de Jean-Germain Drouais
Cette page dresse la liste des peintures de Jean-Germain Drouais, peintre français du XVIIIe siècle.

## Liste
| Image | Titre                                                                                        | Date | Technique et dimensions          | Commentaire | Lieu de conservation              | Référence |
| ----- | -------------------------------------------------------------------------------------------- | ---- | -------------------------------- | --- | --------------------------------- | --- |
|       |                                                                                              |      |                                  | |                                   | |
|       | Le Retour du fils prodigue                                                                   | 1782 | Huile sur toile 143,5 x 198,5 cm | | Paris, église Saint-Roch          | |
|       | Jésus ressuscite le fils de la veuve de Naïm                                                 | 1783 | Huile sur toile                  | | Le Mans, musée de Tessé           | |
|       | La Cananéenne aux pieds du Christ (esquisse)                                                 | 1784 | Huile sur toile 26 x 32,3 cm     | | Rennes, musée des Beaux-Arts      | |
|       | La Cananéenne aux pieds du Christ                                                            | 1784 | Huile sur toile 114 x 146 cm     | | Paris, musée du Louvre            | |
|       | Soldat romain blessé                                                                         | 1785 | Huile sur toile 125 x 182 cm     | | Paris, musée du Louvre            | |
|       | Marius prisonnier à Minturnes (esquisse)                                                     | 1786 | Huile sur toile 24 x 31,9 cm     | Attribution contestée | Rouen, musée des Beaux-Arts       | |
|       | Marius prisonnier à Minturnes                                                                | 1786 | Huile sur toile 271 x 365 cm     | Lorsque cette œuvre parut, elle suscita un grand intérêt, fut admirée de Goethe et inspira la tragédie d'Antoine-Vincent Arnault sur le même sujet. | Paris, musée du Louvre            | |
|       | Philoctète dans l'île de Lemnos (esquisse)                                                   | 1788 | Huile sur toile 28 x 21,5 cm     | | Collection particulière           | |
|       | Philoctète dans l'île de Lemnos                                                              | 1788 | Huile sur toile 225 x 176 cm     | | Chartres, musée des Beaux-Arts    | Stéphane Lojkine - Utpictura18, « Philoctète sur l’île de Lemnos - Drouais », sur utpictura18.univ-amu.fr (consulté le 21 avril 2023) |
|       | Portrait de l'architecte Auguste de Saint-Hubert                                             | 1788 | Huile sur toile                  | | Collection particulière           | |
|       | Autoportrait                                                                                 | 1788 | Huile sur toile 60 x 49,5 cm     | | Collection particulière           | |
|       | Gladiateur assis                                                                             |      | Huile sur toile 193 x 129,5 cm   | | Rouen, musée des Beaux-Arts       | |
|       | Jeune Femme assise (esquisse)                                                                |      | Huile sur toile 24 x 31 cm       | | Lille, musée des Beaux-Arts       | |
|       | Jésus chassant les marchands du temple (esquisse)                                            |      | Huile sur toile 38 x 46,5 cm     | | Rennes, musée des Beaux-Arts      | |
|       | Un jeune guerrier accompagné de son père demande aux dieux le succès de ses armes (esquisse) |      | Huile sur toile 38 x 45 cm       | | Carcassonne, musée des Beaux-Arts | |
|       | La Constance d'Eléazar                                                                       |      | Huile sur toile 46 x 56 cm       | | Collection particulière           | |